# Leksand (commune)

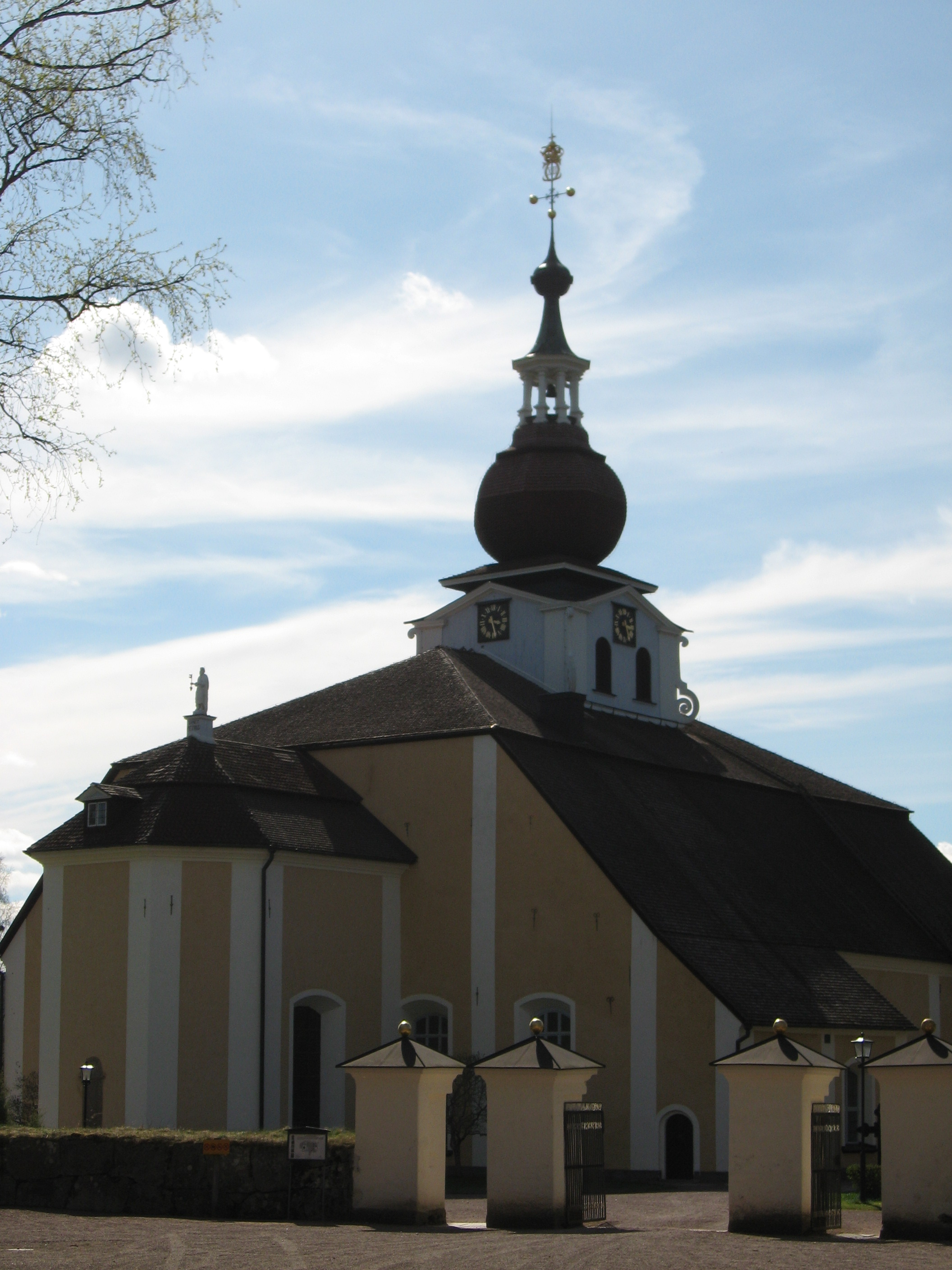
L'église de Leksand en 2007

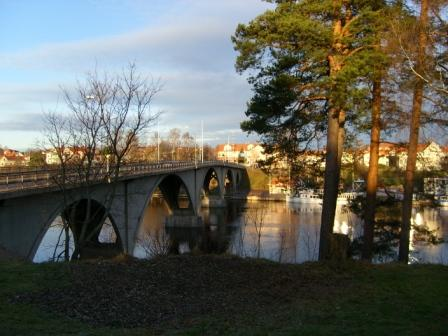
Pont sur l'Österdalälven

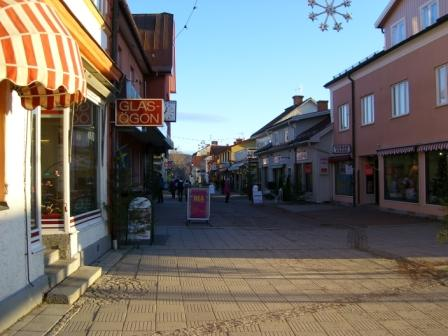
Norsgatan

La commune de Leksand est une commune du comté de Dalécarlie en Suède. 15 252 personnes y vivent. Son siège se trouve à Leksand.
La commune de Leksand possède une équipe de hockey sur glace, Leksands IF, quadruple championne de Suède.

## Géographie
La commune est située au bord de la rivière Dalälven et la ville de Leksand elle-même est sur la rive sud du lac Siljan.
Leksand est située au centre de la Dalécarlie et est marquée par sa richesse culturelle. La ville de Leksand dispose d'une vieille ville importante.

## Localités principales
- Leksand
- Insjön
- Siljansnäs
- Djura
- Tällberg

## Jumelage
- Horsholm (Danemark)
- Lillehammer (Norvège)
- Oulais (Finlande)
- Karksi-Nuia (Estonie)
- Aurora (Ontario) (Canada)
- Tõbetsu (Japon)
- Brainerd (Minnesota) (États-Unis)
- La Roche-sur-Yon (France)

## Divers
- Stefan Bergkvist joueur de hockey sur glace de la Ligue nationale de hockey en Amérique du Nord y est né.
- Le championnat du monde junior 2007 de hockey s'est tenu entre autres dans la patinoire Tegera Arena.
- Depuis 2005, une conférence internationale dite Forum de Tällberg se tient dans la commune à la fin du mois de juin pour discuter de coopération au niveau mondial.